# Année bissextile (film)
Pour l’article homonyme, voir année bissextile.
Pour plus de détails, voir Fiche technique et Distribution.
Année bissextile (Año bisiesto) est un film mexicain réalisé par Michael Rowe, sorti en 2010.

## Fiche technique
- Titre : Année bissextile
- Titre original : Año bisiesto
- Titre anglais : Leap Year
- Réalisation : Michael Rowe
- Scénario : Lucia Carreras, Michael Rowe
- Durée : 94 minutes
- Pays :  Mexique
- Date de sortie : 16 juin 2010 en  France
- Classification : interdit aux moins de 16 ans lors de sa sortie en France

## Distribution
- Monica del Carmen : Laura
- Gustavo Sánchez Parra : Arturo
- Armando Hernández : homme 3
- Diego Chas : homme 1
- Ernesto González : vieil homme
- Bertha Mendiola : vieille femme
- José Juan Meraz : nouveau voisin
- Nur Rubio : caissière
- Jaime Sierra : homme 2
- Ireri Solís : voisine
- Marco Zapata : Raúl

## Récompenses
Le film a gagné la Caméra d'or du Festival de Cannes 2010, prix remis au réalisateur du meilleur premier long-métrage.